# Tamás István (költő, 1955)
Tamás István (Putnok, 1955. szeptember 2.) magyar újságíró, költő, író

## Élete
Putnokon született, 1955-ben. 1989 előtt alkalomszerűen publikált, ezt követően aktív írói, újságírói tevékenységet folytat. Gyermekkorától kezdett írni. Prózákat, verseket, aforizmákat jelentetett meg. Napi és hetilapokban, de irodalmi és kulturális folyóiratokban is megtalálhatóak írásai. Újságíróként német, olasz, szlovák és magyar lapokba ír műelemzéseket, kritikákat, publicisztikákat, verseket fordít. Művészi szinten fényképez. Munkái könyvekben, folyóiratokban látnak napvilágot. Számos művészportrét, interjút készített híres emberekkel. Művészi tevékenységén kívül tehetségkutatással is foglalkozik. Irodalmi pályája Békéscsabáról indult.

## Főbb művei
- Versek Óvodásoknak
- Összetartozás (Versek és prózák, 2001)
- Óda az Istenhez
- Iskolások versmondó könyve, oktatást segítő kiadvány
- Elindultam Istent megkeresni
- Társadalmi Ünnepek és Iskolai Rendezvények könyve oktatást segítő kiadvány
- Nagyapáim mesélték (2000)
- Fáklyaláng saját zenés – versek CD 2005- Társszerző: Farkas Beáta
- Több mint 200 könyv társszerkesztője, szerzője, lektora illetve szerkesztője.

### Általa lektorált kötetek
| - Góra Szabolcs: Angyalok háborúja - Szanyó László: Morzsák - Francia Zoltán: Értelmes Lények - Kiss Éva: Egyperces románc - Fuchs Izabella: Alázat /Kritika/ - György Horváth László: Tűztánc - Z.Farkas Erzsébet: Napfényben ködfátyol - Udud Anett: Mese a békáról, aki nem tudott úszni - Tamás István: Gömör kapujában - Tamás István: Összetartozás - T. Fiser Ildikó: a Mosoly fintora - Bakos József: Téli menedék - Varga Ibolya: Szelíden - Hajdrik József: Parttalan éj /elemzés/ - Forray Gracsner Zsófia: Mindörökké - Kenéz István: Aranykalitka - Dr. Németh Kálmán: Tűzmadár / Mindszenty József élete /Erdély/ - Bakos József: Tavasz - Nyár - MAIT - Szabó Sándor: Lázadó dalnok - Varga István: Kőébredés - Dr. Németh Kálmán: Százezer szív sikolt /Erdély - USA/ - Varga István: Római vér - Harkály Emil Elemér: Tűzarcom - Halász Ildikó: Ez Te vagy - Bakos József: Élet morzsák - Szabó Sándor: Lázadó dalnok - Kun J. Judit Reménytelen remények - Szikszai Ilka: Lélekrezdülés - Györke Seres Klára: Emlékeim - Elisabeth Ottenberger: Vándorévek /Németország/ - Enyedi Béla: Attilától az Árpád-házi Szentekig - Gál László: Egy putnoki Afrikában - Pápai Judit: Álmok romjain - Laskodi Éles Ferenc: Verseim 2005-2009 - Winczheim Tibor: Mese felnőtteknek - Guinness rekord - Winczheim Tibor: Mese a tortaevő versenyről - Winczheim Tibor: Mese a nyári mikulásról - Winczheim Tibor: Mese a legkedvesebb szomszédról - Winczheim Tibor: Mese az ezermester szeretőről - Winczheim Tibor: Mese a puskát vivő nyulakról - Winczheim Tibor: Mese a rég nem látott osztálytársról - Winczheim Tibor: Mese az emberről, aki félte a halált - L. Maria Grey: Éhség - Orosz Margit: Tűnődés (könyvbemutató) - Holnap Magazin: Mesék szivárványországból - György Horváth László: SICULICÍDIUM a Madéfalvi veszedelem | - Holnap Magazin: Világok vándorai - Végh Eszter: Fekete - Fehér - Babar Zoltán: Éjféli üzenet - Susan D. Gabriel: Saiers - A romlás háza /Boston/ - Tóth A. Tamás: Sztorivonal - Darley Mária: Gyermekkorom meséi /Ausztrália/ - Bakos József: Holnap Antológia Ősz-Tél - Holnap Magazin: Világok Vándorai - Fézler Georgina: Hazudj igazat - Kenéz István: A ragyogás* Holnap Magazin: Téli világ - Szabó Aida: Pillangóálmok - Leo Leonardovics: Az eltiltott villamos - Györke Seres Klára: Álmaim - Forray Gracsner Zsófia: Elvégeztetett - Holnap Magazin: Csillagvilág - Kun J. Judit - V.Gy Monty Ikerhatás - Victoria Aniser: A Te szemeddel látok - D.Bodnár Márta: Ki szeret engem? - Szlovák-Magyar kétnyelvű kiadvány: A Sajó és a Rima mentén - Holnap Magazin: Sorskerék - Tóth A.Tamás: Bogárháton - Kerekes Tamás és Várhelyi Tibor: Elmebetegek kézikönyve avagy a Lipótmező virágai - Bakos József - Holnap Magazin: Lélek Vándorok - Holnap Magazin: Álomvilág meséi - Kerekes Tamás: Árnyék a jég alatt - MAIT - Szabó Zsolt: Megbecsült múlt - Holnap Magazin: Fényerdő - Csató Gáborné - Csató Mihály: Ajándék neked - Szabó Erika: Pillangószárnyak - Leo Leonardovics: Kézifék - Elisa Rot Mikle: Meddig várjak még - Holnap Magazin: Szél szárnyán - Leo Leonardovics: Akiből fa nőtt - Tara Scott: Melyik élet - Pusztító szerelem - Vaoobook Kiadó: Minden nap ok - Aurorra White: a sötétség gyermeke - Holnap Magazin: 2012- antológia - Holnap Magazin: Így írunk mi - Leo Leonardovics: Drámák, hangjáték, életképek - Frideczky Katalin: Minden relatív - Holnap Magazin: 2013. Így írunk mi. Tíz szerző tollából - István Pál – László Pásztor: Fragmentoj el Historio de Esperanto - Movado en Miskolc - Schvalm Rózsa: Mindig a fény felé - Huszti Miklós: Az éhezés éve |

## Általa írt és szerkesztett filmek
- (Emberi sorsok) Riportfilm, Nagy Fruzsinával
- Budapest – Várnagy Kati: Akár az isten
- Budapest – Lukács Sándor: Arany Toll
- Őrizd meg a Te országod. Előadó: Tímár Bence
- Rege a szakállas farkasról: Operatőr-vágó: Gáti Sándor
- Halottak napi monológ: Operatőr-vágó: Icsó Lajos
- A Sajó: Gyártásvezető-operatőr: Fazekas László /a film I. díjas lett a "Kép" című fotó-és filmpályázaton
- A Kép: Operatőr, fény és hangtechnika: Icsó Lajos – Előadók: Gere Tünde – Tábori Eszter
- Október 6. Technikai munkatárs: Icsó Lajos – Előadók: Tábori Eszter – Gere Tünde
- Október 23.Technikai munkatárs: Icsó Lajos, Farkas Attila – Előadók: Tábori Eszter, Gere Tünde Kanyó Ádám
- Halottak napja, Mindenszentek megemlékezés: Technikai munkatárs: Icsó Lajos, Farkas Attila
- Karácsonyi Ének: Budapest – Benkedesign
- PVTV: Miskolc – József Attila Könyvtár: Művészportrék – Operatőr Gáti Sándor, Hírolvasó Pálffy Csilla
- Karácsony reggelén. Előadó: Gere Tünde, Fény és hangtechnika Icsó Lajos, Farkas Attila
- Budapest – Magyarének: Benke Design – I. helyezés
- Budapest – Tiéd ez az Ország: Benke Design – Közönség díjas
- Bányászsors: Farkas Attila, Tamás István
- Szlovákia – Gömörhorka: Trófeamustra – riportfilm

## Művei előadói voltak
- Lukács Sándor, Várnagy Katalin, Jancsó Adrienne, Vennes Emmy, Lukácsy Katalin, Keres Emil, Katona Kornél, Placskó Emese, Vályi Georgina, Putnoki A. Dávid, Gere Tünde, Tábori Eszter, Tímár Bence, Tríeber Júlia, Farkas Beáta, Pekarik Katica, Haller Patrícia, Sebők Gyöngyi, Gyarmati Judit, Alexa Emese, Alexa Renáta, Ökrös Enikő, Nagy Ádám, Huisz Patrícia, Dr. Vida János, Delacasse Kriszta, Molnár Angéla, Bodnár Márta, Rédling Nikoletta, Sebők Gyöngyi, Szabó Bence, Altsach Gergely, Szegedi Veronika, Ulrich Anna Csenge, Bődi Etelka, Czigány Dorina, Seidl Maximilian, Czitor Attila, Széles Tamás, Szélig Jázmin, Vécsey Bence, Kiss Lotti, Ficsor Erzsébet, Szakács Ildikó, Kolozsi Zsolt, Hegyi Hanna, Kovács Bukor Dávid, Kószó Kata, Ráduly Levente, Strebka Erika

## Díjai
| - Pestszentlőrinc Rózsa Ferenc Művelődési Ház: Ezüst Oklevél - Törökszentmiklós: Kistérségi Európa Napok Különdíj - Pestszentlőrinc Rózsa Ferenc Művelődési Ház: Díszoklevél, József Attila verselemző pályázata - Költők Fesztiválja - Faludy Arany Oklevél 1998 - Budapest: Art díj 1998 - Tatabánya: kiváló minősítés - Budapest: A Magyar Kultúra Nagydíja 1999 - Törökszentmiklós: Kistérségi Európai Napok különdíj - Eger MINSZ Díszoklevél - Budapest: Millenniumi Irodalmi Díj 2000 - Kazincbarcika: SZIRT Pünkösdi-Rózsa díj - Budapest: Art Díj 2001 - Csongrád: Békés Megyei Rendőrfőkapitányság Különdíja 2001 - Eger: Magyar Írók Nemzetközi Szövetségének pályázata – I. díj, 2003 - Budapest: - az Év Költője Díj 2003 - Budapest: A Magyar Kultúra Napján - Arany Oklevél Vizuális Művészi, Tehetséggondozói és Nevelői munkájáért - Putnok: Pro Urbe Díj. Putnok Városért Plakett kitüntetettje - Budapest: Art Díj 2004 - Svájc: Elismerő Oklevél 2004 - Budapest: Cserhát Művész Kör Örökös Tagság - Szerencs: Platina Plakett - Budapest:2005-ben közönség díjas, amelyet a Budapest Tv-ben vesz át. - Budapest: József Attila nívódíj / bronzplakett 2005 - Budapest Díszoklevél 2005 - Svájc: háromnyelvű elismerő oklevél Who is Who 2005 | - Miskolc: MAIT Alkotói közösségi díj /Aranyfokozat 2005/ - Budapest - Ózd AKIOSZ 10-éves Jubileum díj - Miskolc: Elismerő Oklevél a Lázadó dalnok c. kötet lektorálásáért - Eger: MINSZ I. helyezett (USA helyzete 2001 után) pályamunka - Budapest: Batsányi - Cserhát díj - Eger: MINSZ I. helyezett a Globalizáció helyzete a társadalomra (Tanulmány) - Pestszentlőrinc: Rózsa Ferenc Művelődési Ház Kossuth Évforduló alkalmából Ezüst Oklevél - Debrecen: Nemzetközi verselemző: 2003.2004.2005.2006. III. IV. V. helyezés - Budapest: Szigety Leg - Leg Oklevél III. fokozat - Komárom - Író kilencek: az Év Közírója díj - Svédország: H.E.Chev. Dr. Allan Inovius, GCLJ Kórházi Lovagrend elismerése - Budapest: Rózsa Művelődési Ház József Attila versíró-elemző Oklevél - Miskolc - Putnok: Emléklap dr. Habil Veres László Borsod-Abaúj-Zemplén megyei Múzeumok igazgatójától - 2009. március 15. Budapest Táncsics Művészkör Kuratóriumától: Táncsics Mihály bronz plakett - 2009. szeptember 21. Miskolc: MAIT és a Hegyaljai Alkotók emléklapja az Aranyló búzaszemek vers és próza pályázat lektorálásáért - 2009. november 20. A Tompa Mihály Emlékbizottságtól: Tompa Mihály Bronz plakett - 2010. Miskolc - MAIT Alkotói Közösségért díj - 2010. június 5. Budapest - Trianon 90 éves évfordulójára rendezett, Kárpát-medence legjobb szavalói versenyén, I. helyezésben, valamint egy közönségdíjban részesült verseivel. - 2011. Szerencs - A megbecsült múlt c, kötet előszavának megírásáért Emléklap, Szabó Sándortól, a MAIT elnökétől |

- Zene.hu – Sopron. A soproni VOLT Fesztiválon 2011-ben újra átadták a VOLTfolió Kulturális Médiadíjakat, amelyekkel a kulturális-zenei médiumokat és médiaszemélyiségeket ismeri el a zenész szakma és a közönség. Tamás Istvánt az a megtiszteltetés érte, hogy cikkei, interjúi által részese volt a Zene.hu csapatának, mely elnyerte a Voltfolió díjat. 2012-ben a zene.hu csapatával ismételten kiérdemelték a rangos díjat.
- 2011. Miskolc: Díszoklevél – közösségért díj, a Magyar Alkotók Internetes Társulásának 10. -évfordulója alkalmából
- 2012. Szlovákia – Rimaszombat: Elismerő Oklevél a Sajó és a Rima mentén című kiállítás megvalósításáért
- 2012. Irodalmi Magyar – Guinness rekorder. Vinczheim Tibor író eddig egyedülálló módon – 7 hónap alatt 7 könyvet írt és adott ki, melyek lektorálását, szöveggondozását és ajánlását Tamás István készítette. Közreműködésével új Magyar rekord született.

## Tagságai
- Tóth Ede Alkotó Kör elnöke
- Oktatási, Közművelődési újságírók Szakosztálya
- Magyar Katolikus Újságírók Szövetsége
- Magyar Irók Nemzetközi Szövetsége
- Budapesti Cserhát Művészkör, elnökségi tag /2005-ben örökös tagság/
- MAIT-Magyar Alkotók Internetes Társulása /tiszteletbeli tag/
- Irodalmi Rádió
- Író kilencek Nemzetközi Szervezetnek alelnöke volt

### Alapító tag
- Jedlik Ányos Társaság Tudományos Ismeretterjesztő Társaság
- Tóth Ede Alkotókör
- Magyar Írók Nemzetközi Szövetsége
- Péczeli József Gyermek alapítvány
- MVSZ – Gömöri Tagozata

## Kiállítások, könyvbemutatók és egyéb rendezvényei
- Tamás István több kiállítást is megnyitott Simon M. Veronika (művésznevén SIMONE), festőművésznek, A művésznő legutóbb nyitotta meg a 602. kiállítását. Élő festőnek nem volt még ennyi megrendezett kiállítása Magyarországon, Tamás István hozzájárult a legtöbb kiállítást megrendező festőművész – Magyar – Guinness rekordjához.

* Interjúk, Portrék, Művészportrék
- Dr. Áder János köztársasági elnökkel
- Balog Zoltánnal, az Emberi Erőforrások miniszterével
- Dr. Hoffmann Rózsa köznevelésért felelős államtitkárral
- Hölvényi György egyházügyekért felelős államtitkárával
- Soltész Miklós szociális és családügyért felelős államtitkárral
- Vikidál Gyula színész-énekessel
- Szabó Csilla előadóművésszel
- Bencze Attila erdélyi költővel
- Nagyfi Zoltánnal, az OMEN együttes vezetőjével
- Sipos Tamással (Irigy Hónaljmirigy)
- Pekarik Katica gitár- és énekművésszel
- Migály Szilvia színész-énekessel
- Domahidi Klára és Majorváry Szabó Sándor festőművészekkel
- Majával, az Arizóna zenekar énekesével
- Székely Tamás volt EÜ miniszterrel
- Gabrieli Richárddal, az Ezüst-Patak zenekar vezetőjével
- Csondor Kata színész-énekessel
- Elisabeth Ottenberger német íróval
- Koltay Gergővel, a Kormorán zenekar vezetőjével
- Boráros Imre színművésszel
- Simon M. Veronika festőművésszel
- Jan Yau Malajziai onkológus-genoterapeutával
- Dérer Zsolt Attilával, erdélyi református lelkésszel, íróval
- Pelczné Dr. Gáll Ildikó EP képviselővel
- Ohad Knoller izraeli színésszel
- Rolf Damm német zarándokkal
- Vörös Attila szlovákiai filmrendezővel
- Romanek Inka festőművésszel
- Bódy Magdi énekes, zeneszerző, producerrel
- Hegedűs Mária költő, vizuális művésszel
- Papp Cecília festőművésszel
- Apostol György fafaragóval
- Dr. Legányi Marianna íróval
- Tátrai Eszter énekesnővel
- Tissy énekesnővel
- Hasulyó János dokumentumfilm-rendezővel
- Buza Edina író-újságíróval
- Rita Gaál haditudósítóval, az Amerikai-Magyar Hírújság lapigazgatójával
- Gidófalvi Zoltánnal, az USA-beli San Diegó-i Magyar Ház elnökével
- Badár Sándor színész-humoristával
- Bunyik Bélával, Los Angeles-i producerrel
- Muri Enikő énekesnővel
- Ézsiás Péterrel, a Historica zenekar vezetőjével
- Haumann Péter Kossuth-díjas színművésszel
- Németh Miklóssal, a Fool Moon együttes tagjával
- Dr. Gidófalfi Zoltánnal, a San Diegó-i Magyar Ház elnökével
- Várkonyi András színművész, író, rendezővel, a Barátok közt Vili bácsijával
- Sapszon Bálint hollywoodi filmzene-szerzővel
- Pereházy Miklóssal, a Los Angeles-i Magyar Ház elnökével
- Vörös Nikolett énekesnővel
- Laczi Eszter táncművésszel
- Winczheim Tibor íróval
- Dr. Nagy Endrével, az 56 csepp vér producerével
- Varga Gábor hagyományőrző huszárfőhadnaggyal
- Mészáros János Elekkel, a 2012-es Csillag Születik győzteséve (2012)
- Bánfi Ferenccel, a Jászmagyarok együttes vezetőjével
- Bíró Zsolt, főszerkesztővel (zene.hu)
- Szládovics Tamás labdarúgóval, modellel
- Vásáry André szoprán énekessel
- Szedres Mariann manöken, fotómodellel
- Balázs Pali előadóművésszel
- Király Viktor előadóművésszel
- Bunyós Pityu énekes-sportolóval
- Aradszky László táncdalénekessel
- Kiss Kata zenekar vezetőjével Kiss Katával
- Novai Gábor zeneszerző-szövegíróva
- Gerák Andrea népalénekessel
- Koós János előadóművésszel
- Lévai Mária hárfaművésszel
- Marót Viki énekes-szövegíróval
- Szekeres Adrienn előadóművésszel
- Vadkerti Imre Zenész - énekessel
- Dér Heni előadóművésszel

| - Marót Vikivel, a Nova Kultúr Zenekar énekesével - Szatmári Orsi énekes-rendezővel - Szabó Horkay Hajnalka musical énekessel (Egyesült királyság - Manchester) - Betty Moeklin Haqz grafológus, pszichomatikus íróval - Niki Palej énekessel - Tátrai Zita színész-operaénekessel (London) - Kalmár Adriennel, a Tequila és a Dorien zenekar énekesével - Placskó Emese színész-énekessel - Tállai Andrással, a Belügyminisztérium önkormányzati államtitkárával - Galambos Zoltánnal, a Körúti Színház igazgatójával, rendezőjével - Gyebnár Csekkával, színésszel, grafológussal - Pénzes Matild énekes-parapszichológussal - az ABBA Sisters tagjaival: Migály Szilviával, Tátrai Eszterrel, Kiss Enikővel - Kozma Orsi jazz énekessel - Bencsik Andrea divattervezővel - Hajdu Klára dzsessz-énekessel - Péter László öko-ikon művésszel - Broda László festőművésszel - Rúzsa Magdi énekessel - Csank János vezetőedzővel, a magyar labdarúgó-válogatott volt szövetségi kapitányával - Lévai Mária hárfaművésszel - Gergely Éva énekessel - Noa Rock, a Lovegun énekesnőjével - Singh Viktória Kudrat énekesnővel - Szűcs Gabriella énekesnővel - Tiszai Viviennel, az Ozone Mama dobosával - Fedor Kyra énekesnővel és Szántó Sándor zenésszel - Farkas Zsófi énekesnővel - Vastag Csabával, az X Faktor győztesével - Dr. Semjén Zsolttal, a Magyar Köztársaság miniszterelnök-helyettesével - Szolnoki Péter zenész-énekessel (Bon-Bon együttes) - Gerák Andrea népdalénekessel - Pirner Alma előadóművésszel - Alba Hyseni énekesnővel - Horgas Eszter fuvolaművésszel - Bulatovic' Éva gitáros-énekessel - Katona Kornél színész-énekessel - Arnóczky Noémi énekes-fotómodellel - Marcellina előadóművésszel - Arthur Z. Baloghgal, Párizsban élő íróval - Bokor Balázs nagykövettel, a Los Angeles-i magyar főkonzullal - Papp Olivér íróval - Gregor Bernadett színművésznővel - Illényi Katica hegedűművésszel - Halász Ilona fotómodellel - Kiss Gina énekesnővel - Keresztes Ildikó színész-énekessel - Prof. Kálmán Gáborral, Los Angelesben élő rendező-producerrel - Kiss Katával, a Kiss Kata zenekar vezetőjével - Németh Barnabás zenésszel, az UGS zenekar dobosával, menedzserével - Kovács Klaudiával, a Hollywoodban élő színésznővel-producerrel, filmrendezővel - Püski Sándor festőművésszel - Orosz Margit költővel - Tímea Cipriani operaénekessel (Párizs) - Nótár Mary énekesnővel - Tihanyi-Tóth Csaba színész-énekessel - Oszter Alexandra színművésznővel - Korda György és Balázs Klári előadóművészekkel - Mészáros János Elek énekessel (2014) - Zsadon Andrea színművész-operetténekessel - Szolnoki Tibor színművész-operetténekessel - Dér Heni előadóművésszel - St. Martin előadóművésszel - Kiszely Georginával, a Miss International Hungary II. udvarhölgyével - Oszvald Marika Kossuth-díjas operettszubrettel - Lengyelné Dr. Szilágyi Szilvia egyetemi docens-kutatóval - Peter Sramek előadóművésszel - Nótár Maryvel - Sipos Tamással (Irigy Hónaljmirigy) - Papp Ferenccel (Irigy Hónaljmirigy) - Balázs Palival ( előadóművész) - Illényi Katica hegedű- és theremin művésszel - Csordás Tibor előadóművésszel a FIESTA alapítójával - Szandival (Pintácsi Alexandra) előadóművésszel - Dr. Eva Shcag a NASA kutatómérnökével - Makrai Pál színész-énekessel - Mező Márió színész, a Rocktenors alapítójával - Lőrincz Andrea musical- és operettszínésszel - Papadimitriu Athina színész-énekessel - Dékány Sarolta előadóművésszel - Koós János színész, énekes, előadóművésszel - Szűcs Judith előadóművésszel - https://www.reggel8.hu/2024/10/13/varga-lajos-fotomodell/? interjú Varga Lajos manökennel |

### 2015
- Művészportré: Szedres Mariann manöken, fotómodell
- Művészportré Vikidál Gyula, színész-énekessel – Haon.hu
- Az életben az egyik legnagyszerűbb dolog, hogy néhány álmot valóra lehet váltani… (St. Martin)
- Egy sikeres magyar modell: Szép Ilonka Floridában (Halász Ilona)
- 2012
- Vili bácsi: A sikeres színész, aki dalszöveg – és forgatókönyvíró is (Várkonyi András)
- „Megélem a szakma gyönyöreit és a fájdalmait, tanulok belőle és megyek tovább…” – (Mahó Andrea)
- A box és a zene bajnoka: Művészportré Bunyós Pityuval
- Művészportré Gregor Bernadett színésznővel
- A Szkítia zenekar nem bolyong a zenei útvesztőben
- Interjú, Sipos Tamással és Papp Ferenccel, az Irigy Hónaljmirigy humor nagyágyúival

### 2017
- muveszek.cafeblog.hu
- muveszek.cafeblog.hu- portrebeszelgetes-szedres-mariann-manokennel-
- muveszportre-aradszky-laszlo-tancdalenekessel2017.augusztus-20
- portre-hagelmayer-veronikaval-a-80-as-evek-topmodelljevel
- ilona-journey-of-a-hungarian-model-from-hungary-..

### 2018
- mandoki-a-magyar-dschingish-khan
- www.reggel8.hu interjú szedres mariann manökennel
- www.reggel8.huportre-hagelmayer-veronika-toppmodellel
- ilonajourney-of-a-hungarian-model-from-hungary-to-the-usa
- emlekpadot-avattak-fabian-juli-tiszteletere
- expo-es-fesztival-putnokon-sztarvendeg-kasza-tibi
- gyaszol-a-modell-vilag
- atadtak-budapest-diszpolgari-cimeit

### 2019-20-21-22-23-24-25. év
- modos-gabor-eletmu-kiallitasa-szombathelyen
- sztarvendeg-szucs-judith-volt-putnokon
- Reggel8.hu-http://www.reggel8.hu/category/portrek/: BELFÖLD, KÜLFÖLD, FRISS HÍREK, SPORT, MŰVÉSZEK, KULTÚRA, KÉKFÉNY, ÉLETMÓD tartalmai
- www.reggel8.hu A fényképezés szerelmese Tulok András
- portré Balogh Éva manökenről.
- www.reggel8.hu Beszélgetés Bardóczi Gyulával
- Interjú: Szedres Mariann manökennel reggel8.hu, 2023. július 2.
- www.reggel8.hu portrebeszelgetes-ilona-halasz-topmodellel
- interjú Nagy Barna Gáborral www.reggel8.hu
- portrebeszelgetes-elisabeth-ottenberger iroval-koltovel
- a-centrum-aruhazak-reklamjai
- varga-lajos-interjú
- boross-ferenc-manoken
- Baranski László a Volán együttesről
- bűcsű Markű Andrástól